# Їржі Боровічка
Їржі Боровічка (чеськ. Jiří Borovička, нар. 1964) — чеський астроном, який працює в Астрономічному інституті в Академії наук Чеської Республіки в Ондржейові, голова Чеського астрономічного товариства (1998—2001). В основному він займається дослідженнями міжпланетної матерії, особливо метеорів. Він є найближчим співробітником експерта з метеоритів Павла Спурного.

## Наукова діяльність
У 1987 році Їржі Боровічка закінчив математично-фізичний факультет в Карловому університеті у Празі. В тому ж університеті у 1993 році отримав ступінь кандидата наук під керівництвом метеориста Зденєка Цеплехи. Темою його дисертації було спектральне випромінювання метеорів.
Тема наукових праць Їржі Боровічки— фізика метеорів, особливо метеорна спектроскопія. Він досліджує фізику проходження метеорів крізь атмосферу Землі, а також структуру та хімічний склад метеороїдів. Відкрив низько- і високотемпературні компоненти метеорного випромінювання. Зокрема, аналізував випромінювання довготривалих слідів метеорів і виявив 3 фази його розвитку, які можуть тривати до десятків хвилин. Він відіграв значну роль в аналізі падіння метеорита Моравка в 2000 році.
У минулому як астроном-любитель займався гамма-променями та змінними зорями. Є гарним візуальним спостерігачем змінних зір.

## Нагороди
У 1997 році він отримав медаль Вченого товариства Чеської республіки в категорії молодих вчених за новаторську роботу в галузі випромінювання метеороїдів. У 2002 році він отримав премію Отто Віхтерле, яку присуджує Вчена рада Академії наук Чеської Республіки.

## Членство в установах
Їржі Боровічка є членом Міжнародного астрономічного союзу. Тут він працює з 2006 року секретарем 22-ї комісії з метеорів і міжпланетного пилу. Він також є членом Європейського астрономічного товариства.
Бере активну участь у Чеському астрономічному товаристві, головою якого він був у 1998—2001 роках.
У 2000—2004 роках очолював Відділ міжпланетної матерії Академії наук Чеської Республіки.